# بن-سور-اوست
بن-سور-اوست (به فرانسوی: Bains-sur-Oust) یک کمون (فرانسه) در فرانسه است که در بخش ردون واقع شده‌است. بن-سور-اوست ۴۴٫۶۳ کیلومتر مربع مساحت دارد.